# Assalto ao Banco Central do Brasil em Fortaleza
Ladrões cometeram um assalto ao Banco Central do Brasil em Fortaleza, no Ceará, no final de semana dos dias 6 e 7 de agosto de 2005. O crime só foi descoberto no início do expediente da segunda-feira do dia 8 de agosto. Foi o maior assalto a banco da história do Brasil. A escavação para se fazer o túnel que possibilitou a invasão demorou cerca de três meses.
Segundo a Polícia Federal, com base em estimativas a partir do peso das notas roubadas (3,5 toneladas), foram roubados aproximadamente 164 milhões de reais (na época aproximadamente 75 milhões de dólares). As notas todas empilhadas chegariam a uma altura de quase 33 metros.
A Polícia Federal não comenta sobre as matrizes.

## Introdução
O furto foi feito num fim de semana, enquanto o banco estava fechado. Em maio, a quadrilha alugou uma casa para abrir uma empresa de fachada, que comercializaria grama sintética. Os assaltantes usavam uniformes e começaram a escavar um túnel de 80 m de comprimento, 70 cm de largura e 4 metros de profundidade, abaixo das galerias de esgoto e acima do lençol freático, cuja parte final era um poço que atravessava o piso de 1 metro de espessura de concreto maciço. O túnel foi revestido com lona e inteiramente escorado com vigas de madeira para evitar desabamentos; contava com sistema de ar-condicionado e iluminação elétrica. O solo de Fortaleza é arenoso, fácil de escavar. Além das plantas subterrâneas, os criminosos possuíam conhecimentos de engenharia, elétrica, hidrogeologia e, aparentemente, auxílio de alguém que trabalhava no banco. Além disso, tinham também uma rota de fuga flexível para atrapalhar as investigações. Até hoje, sabe-se que o dinheiro recuperado (apenas R$ 20 milhões) foi deixado, de propósito pelo assaltante conhecido apenas por Roque, no intuito de ganhar mais tempo para administrar o restante. Segundo a Polícia, o mesmo morava na região próximo onde o dinheiro foi encontrado, mas até hoje não se sabe o paradeiro e nem a identidade do acusado.
Das 36 pessoas que foram acusadas, 27 acabaram presas.

## Planejamento
Três meses antes, após receber informações detalhadas sobre o funcionamento do Banco Central e plantas subterrâneas, o bando alugou a casa nº 1071 na Rua 25 de Março, no Centro de Fortaleza, distante de um quarteirão do prédio do Banco Central. A casa foi inteiramente caracterizada como uma empresa que produzia grama natural e sintética. Assim, a ação dos criminosos passa desapercebida pelos vizinhos. Eles estimavam que o grupo era constituído de algo entre 6 e 10 pessoas e perceberam que diariamente saíam carros carregados de terra, mas entendiam que se tratava de algo normal para aquele ramo de atividade.
O túnel usado pelos criminosos foi uma verdadeira obra de engenharia. Com 4 metros de profundidade, cerca de 80 metros de extensão e 70 cm de diâmetro, o túnel atravessou a Avenida Dom Manuel, uma das avenidas mais movimentadas do Centro de Fortaleza. A estrutura foi revestida com vigas de madeira e forrada com lona e plástico para evitar erosões e desabamentos. A obra também tinha energia elétrica ao longo de todo o trajeto com iluminação, ventilação e sistema de ar condicionado. Ironicamente, dentro do túnel, foram encontradas várias garrafas de bebidas isotônicas e pomadas contra assaduras, resultadas do trabalho braçal. Estima-se que 30 toneladas de terra foram retiradas, o suficiente para encher seis caminhões. A Polícia Federal avaliou a obra em R$ 500.000,00.

## Execução
Depois da escavação os criminosos venceram mais um desafio: atravessar a blindagem do cofre. O piso de 1,10 metro era feito de concreto reforçado com aço. Para isso, os criminosos usaram maquita (mesma máquina para cortar cerâmica), máquinas com discos de diamante (revestidas e adaptadas para diminuir o barulho) e britadeira. Nenhum alarme foi disparado, não houve registro nas câmeras de segurança, pois não gravavam, apenas filmavam. Uma das câmeras principais já estava bloqueada por uma empilhadeira. O peso aproximado das notas (todas de 50 Reais) era de três toneladas e meia, um volume suficiente para encher 6 caixas e meia de água, de 1m³ cada. Somente as cédulas com danos, destinadas para incineração, foram levadas. De acordo com o BC, as notas não numeradas haviam sido recolhidas da rede bancária para análise de seu estado de conservação e, após a análise, parte do dinheiro retornaria ao sistema financeiro, e parte seria incinerada. O dinheiro foi carregado através do túnel em bacias puxadas por cordas, em sistema de roldanas.

## Fuga
O furto levou cerca de sete horas para ser concluído e foi executado entre 18h do dia 5 e 12h do dia 6 de agosto, porém só foi constatado às 08:20 na segunda-feira, dia 8 de Agosto. Com isso, os criminosos tiveram 44 horas para fugir antes da descoberta do furto. Na saída da casa, foi espalhado uma enorme quantidade de pó branco (cal), na intenção de apagar impressões digitais. O dinheiro foi transportado inicialmente por vans que logo foram abandonadas. Posteriormente, os criminosos dividiram o dinheiro e viajaram para diferentes regiões do País. O primeiro grupo foi para Boa Viagem, Ceará; um segundo grupo foi para São Paulo e os demais fugiram para Goiás, Piauí e Pará, entre outros destinos.
Com o dinheiro na mão, a fortuna foi transportada de diversas formas. Parte dele foi levada a São Paulo em um voo comercial, dentro de sacos de cereal no bagageiro do avião, além de forros falsos de malas.

## Prisões
As investigações da Polícia Federal começaram assim que o furto foi descoberto no dia 8 de agosto de 2005, segunda-feira. O início da linha correta de investigação se deu com a identificação de José Marleudo através de impressões digitais encontradas na casa pelo Papiloscopista da Polícia Federal, o que posteriormente ajudou a identificar parte dos envolvidos. No dia seguinte, 9 de agosto, os criminosos cometeram uma outra falha: compraram dez carros de uma só vez, à vista com o dinheiro do furto. O comprador era José Charles Morais, dono de uma transportadora. Ele foi preso em Minas Gerais levando 11 carros em um Caminhão-cegonha. Em três deles, os Policiais encontram a prova do crime: R$ 6.000.000,00, roubados do BC. Ele forneceu pistas dos demais ladrões que participaram do furto, incluindo o n° de um celular que batia com o do cartão deixado no túnel.
Os principais envolvidos são:
- Antônio Jussivan Alves dos Santos, o Alemão: Apontado como o mentor do assalto, foi preso em fevereiro de 2008 no Distrito Federal. Em depoimento à Justiça, admitiu ter ficado com R$ 5 milhões do furto, mas negou que fosse o líder da quadrilha. Foi condenado a 49 anos e dois meses de prisão. Na madrugada de 8 de agosto de 2017, tentou fuga da Penitenciária Francisco Hélio Viana de Araújo, no município de Pacatuba, Ceará, e foi baleado na barriga, tendo que passar por procedimento cirúrgico.
- Luis Fernando Ribeiro, o Fernandinho: Considerado pela PF o primeiro financiador e um dos líderes do plano, foi sequestrado e morto em outubro de 2005, em Camanducaia, Minas Gerais, mesmo após a família pagar R$ 2 milhões pelo resgate.
- Moisés Teixeira da Silva, o Tatuzão: Preso em julho de 2009 em São Paulo. Considerado um dos chefes do bando, era o escavador. Ganhou este apelido (Tatuzão) por causa de sua habilidade para escavar túneis. Para chegar a Tatuzão, a PF infiltrou um agente em uma padaria frequentada diariamente pelo suspeito. Foi condenado a 17 anos de prisão, mas depois teve sua pena reduzida para dois anos.
- Marcos Rogério Machado de Morais, o Cabeçudo: Apontado como o engenheiro do túnel, foi preso em agosto de 2007, em São Paulo. Em fevereiro de 2011, fugiu de uma prisão em Itaitinga, Ceará. Em 1 de dezembro de 2023, Marcos Rogério, foragido há 12 anos, foi preso em Sorocaba, SP, por policiais do Departamento Estadual de Investigações Criminais (DEIC) de São Paulo.[7]
- Jose Charles Machado de Morais: Irmão de Marcos Rogério, era dono de uma transportadora. Foi preso em 2005, pelos crimes de lavagem de dinheiro e formação de quadrilha. Teve a pena reduzida de 36 para 18 anos.
- Jorge Luiz da Silva: Com o uso de documentos falsos, abriu a empresa de fachada para encobrir a escavação do túnel utilizado no furto. Foi preso em 25 de setembro de 2008.
- Deucimar Neves Queiroz: Ex-segurança do Banco Central de Fortaleza, que forneceu a exata localização do cofre, juntamente com o posicionamento das câmeras de segurança, dos alarmes, dos sensores de movimento e das gaiolas de dinheiro. Recebeu R$ 2 milhões do dinheiro roubado. Foi preso em 2006.
- Antônio Argeu Nunes Vieira: Ex-prefeito de Boa Viagem, Ceará. Foi preso sob suspeita de ter financiado a construção do túnel. Segundo a PF, Vieira deu R$ 100 mil ao grupo e recebeu R$ 4 milhões do montante furtado.
- Edésio Batista das Neves Sobrinho: Preso em 2008, foi resgatado com outros nove criminosos em fevereiro de 2011 de uma prisão em Itaitinga, Ceará. Em junho do mesmo ano, Edésio foi recapturado em São Paulo.[8]
- Jean Ricardo Galian, o Gordo: Preso em 29 de março de 2017 em Borrazópolis, Paraná.[9]
- Adelino Angelim de Sousa Neto, o Amarelo, foi preso em 14 de agosto de 2018, no Distrito Federal. Ele estava foragido e foi localizado após uma denúncia anônima.[10]
- Raimundo Laurindo Barbosa Neto. foi preso em 18 de setembro de 2018 por tráfico de drogas em Boa Viagem, Ceará. Foi condenado a 17 anos de prisão e estava foragido.[11]

## Adaptação cinematográfica
O filme Assalto ao Banco Central estreou no dia 22 de julho de 2011 para todo o Brasil, foi dirigido por Marcos Paulo e conta, no elenco, com Milhem Cortaz, Eriberto Leão, Hermila Guedes, Lima Duarte, Giulia Gam, Tonico Pereira, entre outros. Foi distribuído pela 20th Century Fox. Embora tenha sido inspirado no furto ao Banco Central de Fortaleza, é uma adaptação livre, sem relação fática com as circunstâncias e personagens envolvidos com o crime verdadeiro.

## Adaptação Literária
Em 2011 o escritor Roger Franchini lançou o livro Toupeira - A História do Assalto ao Banco Central, publicado pela Editora Planeta, onde conta como o crime aconteceu, e de que forma o dinheiro subtraído foi uma das causas dos ataques cometidos pelo Primeiro Comando da Capital-(PCC) em São Paulo, em maio de 2006. A obra é um romance narrado de forma ficcional.